# قواعد الطلاق ال 45
قواعد الطلاق ال 45 هو مسلسل دراما مصري وهو النسخة العربية من المسلسل الأمريكي دليل الصديقات للطلاق. المسلسل من إخراج مصطفى أبو سيف وبطولة إنجي المقدم، صدقي صخر، إنجي أبو زيد وهيدي كرم.
صدر المسلسل لأول مرة في 21 نوفمبر على منصة شاهد في أي بي ثم في 22 نوفمبر على قناة إم بي سي 4.

## نبذة
تكافح ثلاث نساء بعد طلاقهن ضد الصور النمطية للمجتمع ونظرته للسيدة المطلقة وتتحول كل منهن من امرأة أربعينية تواجه الطلاق، في مجتمع شرقي إلى امرأة تواجه المجتمع ويعملن من أجل الحصول على الحياة السعيدة التي يستحقونها والبحث عن أسباب السعادة في العلاقات العاطفية.

## طاقم العمل
- إنجي المقدم بدور فريدة
- صدقي صخر بدور إسماعيل
- إنجي أبو زيد بدور سارة
- هيدي كرم بدور داليا
- جيهان الشماشرجي بدور لبنى
- عمر الشناوي بدور عمر
- ميريت عمر الحريري بدور سهير والدة فريدة
- حسن عبد الله بدور طاهر
- سالي شاهين بدور لانا

## روابط خارجية
- قواعد الطلاق ال 45 على موقع IMDb (الإنجليزية)
- قواعد الطلاق ال 45 على موقع قاعدة بيانات الأفلام العربية
- قواعد الطلاق ال 45 على موقع قاعدة بيانات الفيلم (الإنجليزية)